# L'artista del coltello
L'artista del coltello è un romanzo scritto nel 2016 dallo scrittore scozzese Irvine Welsh, seguito di Porno del 2002 e di Trainspotting del 1993,  tradotto in italiano da Guanda.

## Trama
Jim Francis è felice e realizzato: vive in California con la moglie Melanie e le loro due splendide bambine, e ha da poco scoperto una vena artistica che non sospettava di avere. Le sue sculture di creta, ritratti di personaggi famosi sottoposti a crudeli mutilazioni, riscuotono un grande successo. Strumenti preferiti? Lame di ogni tipo: non solo quelle convenzionali, ma anche coltelli da caccia e bisturi, eredità di un passato nascosto che preme per uscire in superficie. Jim Francis, infatti, ne ha percorsa di strada dagli spazi angusti e claustrofobici di Leith agli orizzonti aperti di una casa affacciata sull'oceano; ma lui non è altri che Frank Begbie, personaggio psicotico e violento di Trainspotting. Quando viene a sapere che il figlio Sean, con cui non ha più rapporti da anni, è stato ucciso a Edimburgo, Begbie decide di tornare in Scozia per il funerale. Qui, tutti si aspettano da lui una sanguinosa vendetta e soffiano sulle braci per risvegliare, sotto quel ferreo, apparente autocontrollo, la fiamma della sua indimenticata follia omicida.

## Edizioni
- Irvine Welsh, L'artista del coltello, Guanda, 2016.